# Кунг-фу панда: Легенди за страхотния боец
„Кунг-фу панда: Легенди за страхотния боец“ (на английски: Kung Fu Panda: Legends of Awesomeness) е американски компютърно анимиран сериал, който е отделен от филмите на „Кунг-фу панда“ от DreamWorks Animation. Сериалът е оригинално насрочен по Nickelodeon през 2010 г., но вместо това е преместен през 2011 г. Премиерата на сериала е на 7 ноември. Продуцирани са и трите сезона. Последният епизод е излъчен на 29 юни 2016 г.
След края на сериала повторенията са излъчени по Nicktoons до 9 юли 2018 г.

## Озвучаващ състав
| Изпълнител   | Роля          |
| ------------ | ------------- |
| Мик Уингърт  | По            |
| Фред Тарашор | Шифу          |
| Кари Уолгрън | Тигрица       |
| Луси Лиу     | Пепелянка     |
| Амир Талай   | Жерав         |
| Джеймс Сие   | Маймуна       |
| Макс Коч     | Богомолка     |
| Джеймс Хонг  | Господин Пинг |

## Разработка
Сериалът е втората копродукция на DreamWorks Animation с Nickelodeon. Двете компании си партнират с предишния сериал „Пингвините от Мадагаскар“.

## В България
В България сериалът е излъчен по Nickelodeon през 2013 г.

### Нахсинхронен дублаж
| Роля          | Изпълнител                                     |
| ------------- | ---------------------------------------------- |
| По            | Стефан Сърчаджиев-Съра Момчил Степанов (вокал) |
| Шифу          | Георги Георгиев                                |
| Тигрица       | Светлана Смолева                               |
| Пепелянка     | Василка Сугарева                               |
| Богомолка     | Петър Калчев                                   |
| Жерав         | Явор Караиванов Иван Велчев                    |
| Маймуна       | Петър Бонев                                    |
| Господин Пинг | Кристиян Фоков                                 |
| Скорпион      | Яна Огнянова                                   |
| Таотай        | Стоян Цветков                                  |
| Хундун        | Георги Иванов                                  |
| Чао           | Живко Джуранов                                 |
| Джунджи       | Кирил Ивайлов                                  |
| Фуши          | Анатолий Божинов                               |
| Фанг          | Петър Върбанов Стоян Цветков                   |
| Други гласове | Живка Донева Златина Тасева                    |

| Обработка              | Александра Аудио     |
| ---------------------- | -------------------- |
| Изпълнителен продуцент | Васил Новаков        |
| Преводач               | Десислава Страхилова |
| Тонрежисьор            | Петър Костов         |
| Режисьор на дублажа    | Петър Върбанов       |